# Acanthocereus fosterianus
Acanthocereus fosterianus, conocido comúnmente como tasajillo de Guerrero, es una especie de planta suculenta perteneciente al género Acanthocereus, dentro de la familia Cactaceae. Es endémica de México y anteriormente se le conocía como Peniocereus fosterianus.

## Clasificación y descripción

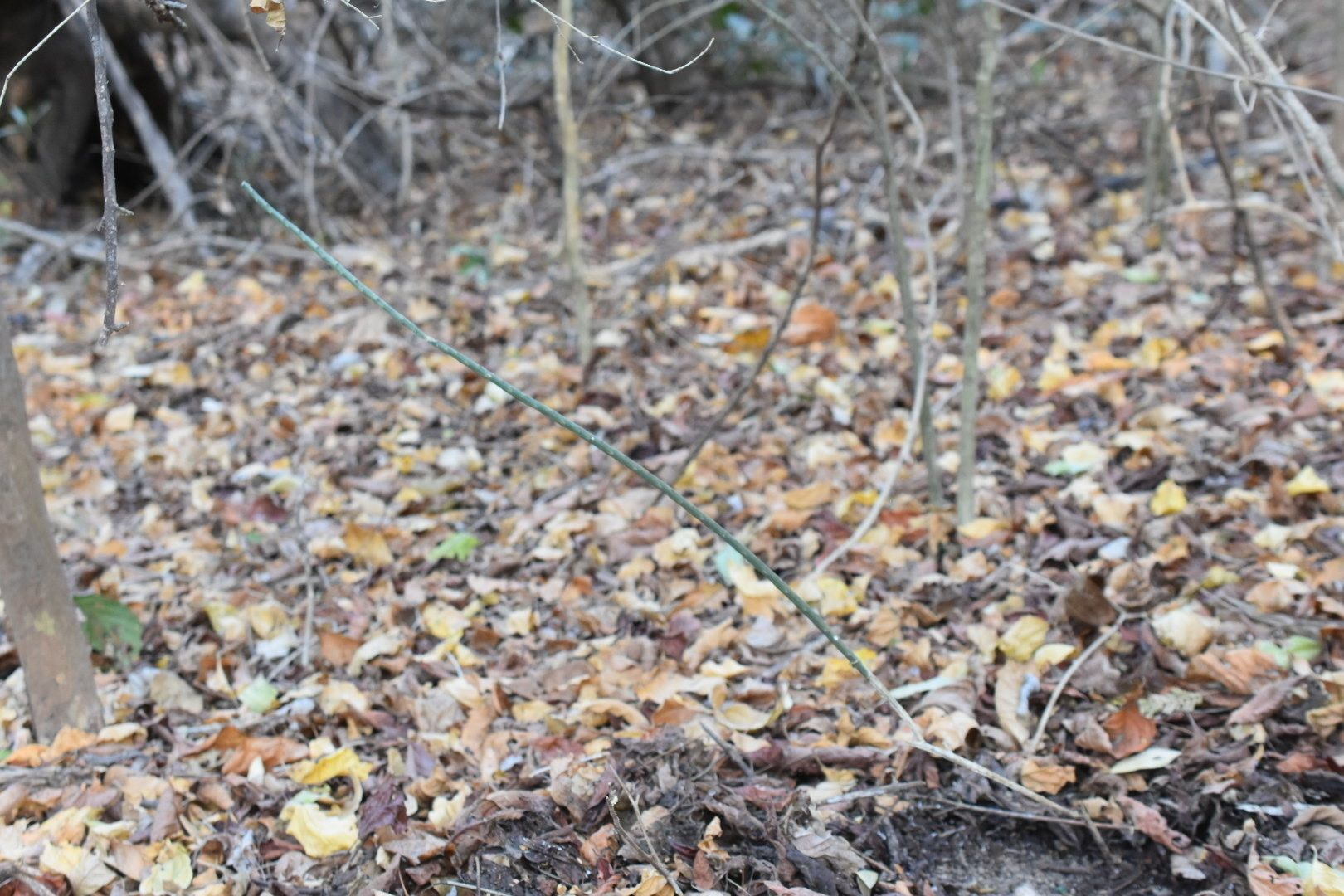
Planta en su hábitat

Acanthocereus fosterianus es una especie de cactus trepador o rastrero que crece como un arbusto con brotes escasamente ramificados, alcanzando una altura de 60 a 200 centímetros. Las raíces, parecidas a zanahorias o tuberosas, son de color marrón claro y miden de 6 a 10 cm de diámetro. Los tallos tienen dos formas (dimórficos): 
- Los brotes jóvenes tienen de tres a cinco bordes y miden de 2 a 20 cm de largo.
- Los tallos completamente desarrollados son de color oliva a verde oscuro, redondos y delgados. Miden de 10 a 105 cm de largo y un diámetro de 8 a 10 milímetros.

Las espinas son de color marrón oscuro a negruzco y pasan desapercibidas. La única espina central, de 1 milímetro de largo, está engrosada basalmente hasta volverse cónica. Las marginales, de cuatro a seis espinas, tienen forma cónica y miden de 1 a 3 milímetros de largo.
Las flores son blancas, fragantes y con forma de embudo.  Se abren por la noche y miden de 8,5 a 10 cm de largo. Los frutos, de color rojo escarlata, tienen forma de pera y miden de 3 a 4 cm de largo. Están cubiertas de areolas lanudas y espinas amarillas en forma de agujas que se caen cuando el fruto madura.

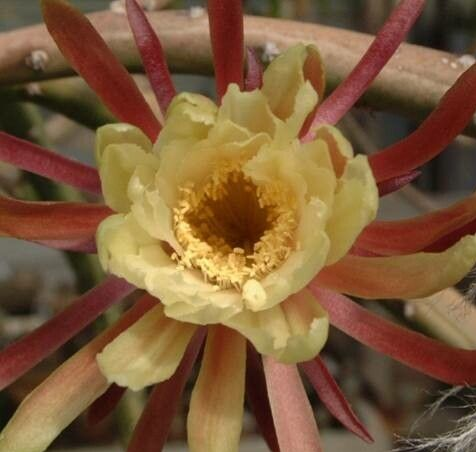
Detalle de la flor

## Distribución y hábitat
El área de distribución nativa de esta especie es México (Guerrero, Oaxaca, Chiapas) y crece principalmente en el bioma tropical estacionalmente seco.

## Taxonomía
La primera descripción de esta especie fue como Peniocereus fosterianus, publicada en 1946 por el botánico estadounidense Ladislaus Cutak en la revista científica Cactus and Succulent Journal (Los Ángeles) 18: 23.
Más tarde, el botánico francés Joël Lodé trasladó la especie al género Acanthocereus, por lo que pasó a llamarse Acanthocereus fosterianus. Registró estos cambios en la revista científica Cactus-Aventures International 98 (Suppl.): 2, publicada en 2013.
Etimología
- Acanthocereus: nombre genérico que deriva de las palabras griegas akantha (que significa 'espinoso') y cereus (que significa 'vela', 'cirio'), haciendo referencia a su forma columnar espinosa.[6]
- fosterianus: epíteto específico otorgado en honor a Mulford B. Foster (1888-1978) botánico estadounidense, especialista en Bromelias.[7]

## Estado de conservación
Las poblaciones de esta especie están severamente fragmentadas y se estima su tamaño total de cerca de 9500 individuos, por lo que se propone como sujeta a Protección especial (Pr) en el Proyecto de Modificación de la Norma Oficial Mexicana 059-2015. En la lista roja de la UICN se considera como Vulnerable (VU). En CITES se valora en el apéndice II.

## Usos
Se cultiva principalmente como planta ornamental y su propagación se realiza normalmente a través de semillas o esquejes.